# チェンドル
チェンドル（マレー語: Cendol、[ˈtʃɛndɒl]）は、東南アジア発祥の伝統的な菓子である。チェンドルはインドネシア、マレーシア、ミャンマー（ビルマ語ではモンレッサウン မုန့်လက်ဆောင်း ビルマ語発音: [mo̰ʊn.lɛʔ.sʰáʊ̃] という名前で知られる）、タイ（タイ語ではロートチョーンシンガポールลอดช่องสิงคโปร์、直訳ならลอดช่องロートチョーンは「穴をくぐる」）、シンガポール、ベトナムなど東南アジア全域で人気のある菓子である。

## 語源
インドネシアでは、「チェンドル」という名前はジャワ語やスンダ語、インドネシア語で「こぶ」や「突起」を意味する「ジェンドル」という単語に由来もしくは関連していると広く信じられている。これは緑の虫のようなゼリーをのむという感覚に由来していると考えられる。ベトナムでは、この菓子は"bánh lọt"と呼ばれる。Bánh lọtはベトナムのチェーと呼ばれる菓子では一般的な材料である。タイでは、この菓子はロートチョン（タイ語: ลอดช่อง タイ語発音: [lɔ̂ːt t͡ɕʰɔ̂ːŋ] ロートチョーン）と呼ばれており、「穴の通過」を意味する。これは菓子を作る際に、冷水の入ったコンテナへ温かい生地を入れて濾す工程からつけられた名前である。

## 材料
チェンドルの基本的な材料はココナッツミルク、緑の着色（通常タコノキの葉を用いる）を行った米粉から作るゼリー状の麺、かき氷、そしてヤシ糖である。小豆、もち米、仙草、クリームコーンといった他の材料を加える事もある。
インドネシアの西ジャワ州では、チェンドルは米（もしくはサゴヤシ）の粉にココナッツミルクとビンロウ糖を加えて作る暗緑色の粘り気のある菓子である。これは氷抜きで提供される事が多い。ジャワ語では、「チェンドル」は野菜の緑のゼリー状の部分を指す言葉であり、チェンドルにヤシ糖やココナッツミルクを組み合わせた菓子は「dawet」と呼ばれる。ジャワで最も有名な「dawet」は中部ジャワ州のバンジャルヌガラのものである。
シンガポールでは、西洋の影響を受けて、チェンドルにも様々なバリエーションが生まれており、バニラアイスクリームやドリアンをトッピングしたチェンドルが販売されている。

## 販売

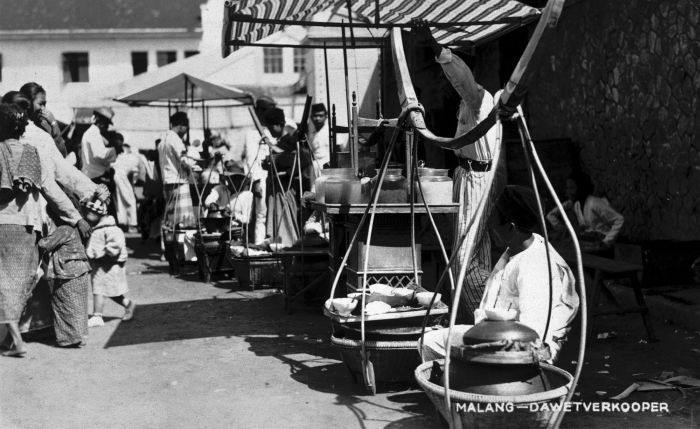
東ジャワ州のマランの市場で販売されるチェンドル（1935年頃）
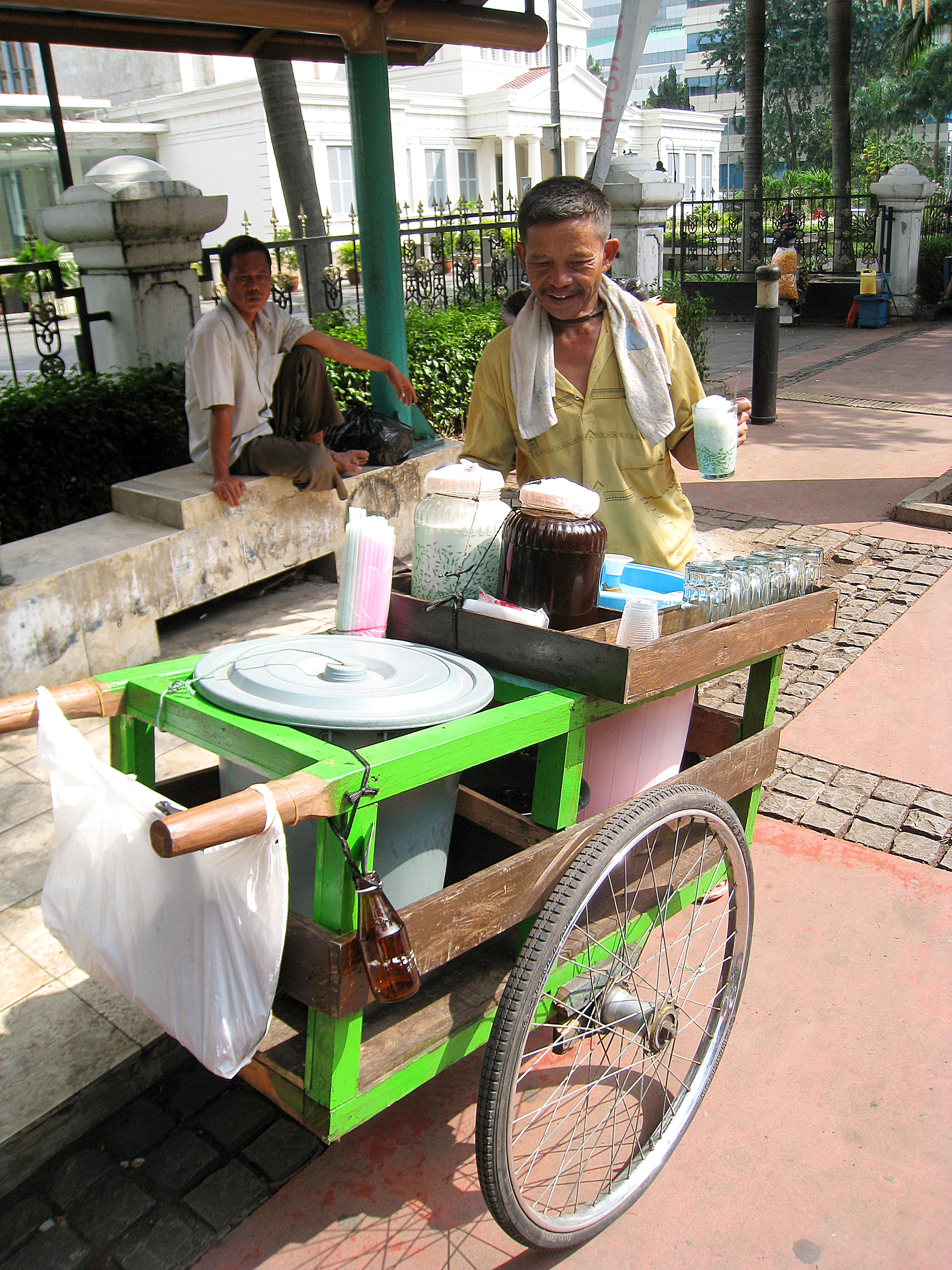
ジャカルタの屋台で販売されているチェンドル
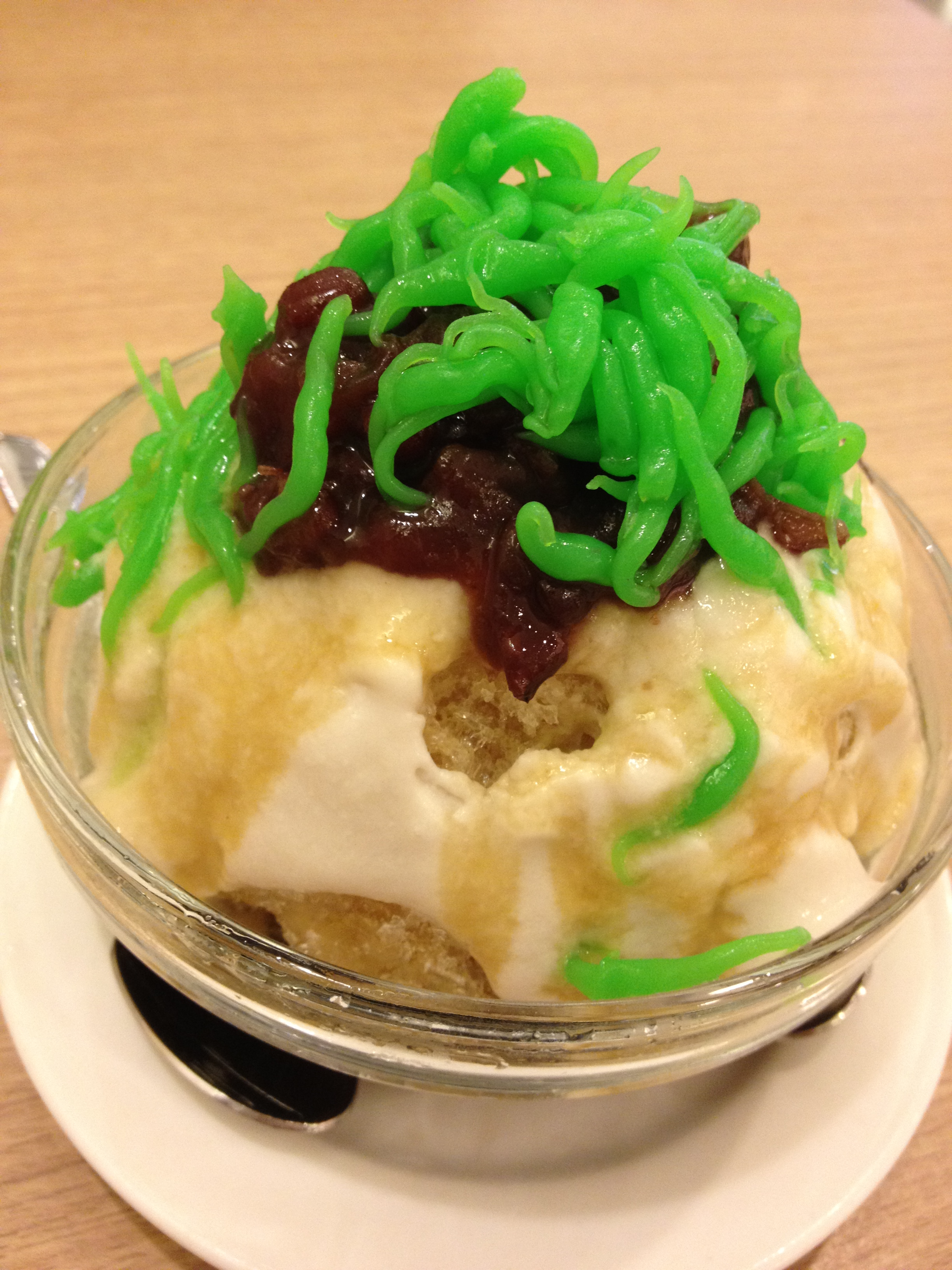
シンガポールで販売されているチェンドル
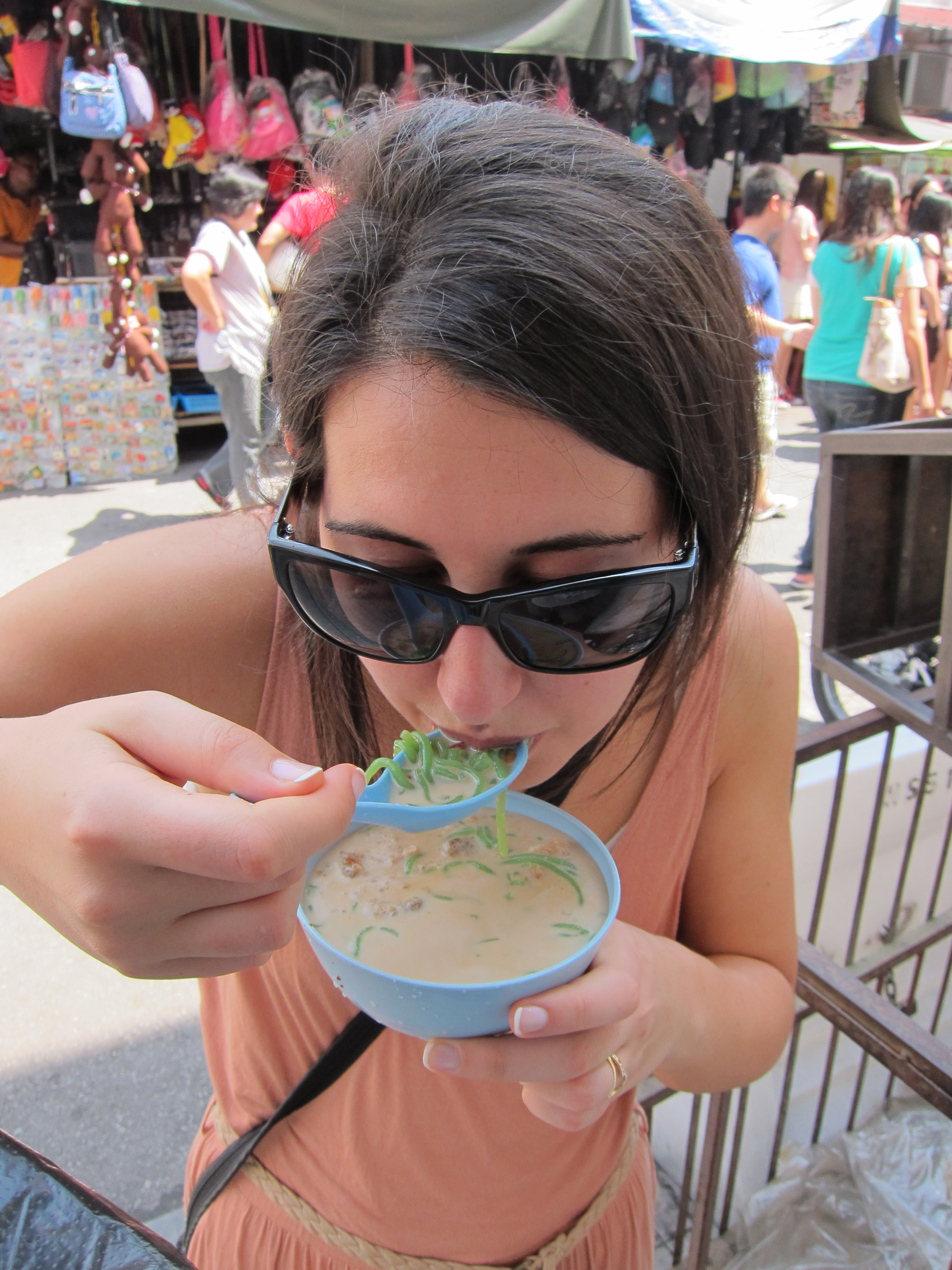
マレーシアでチェンドルを食べる女性
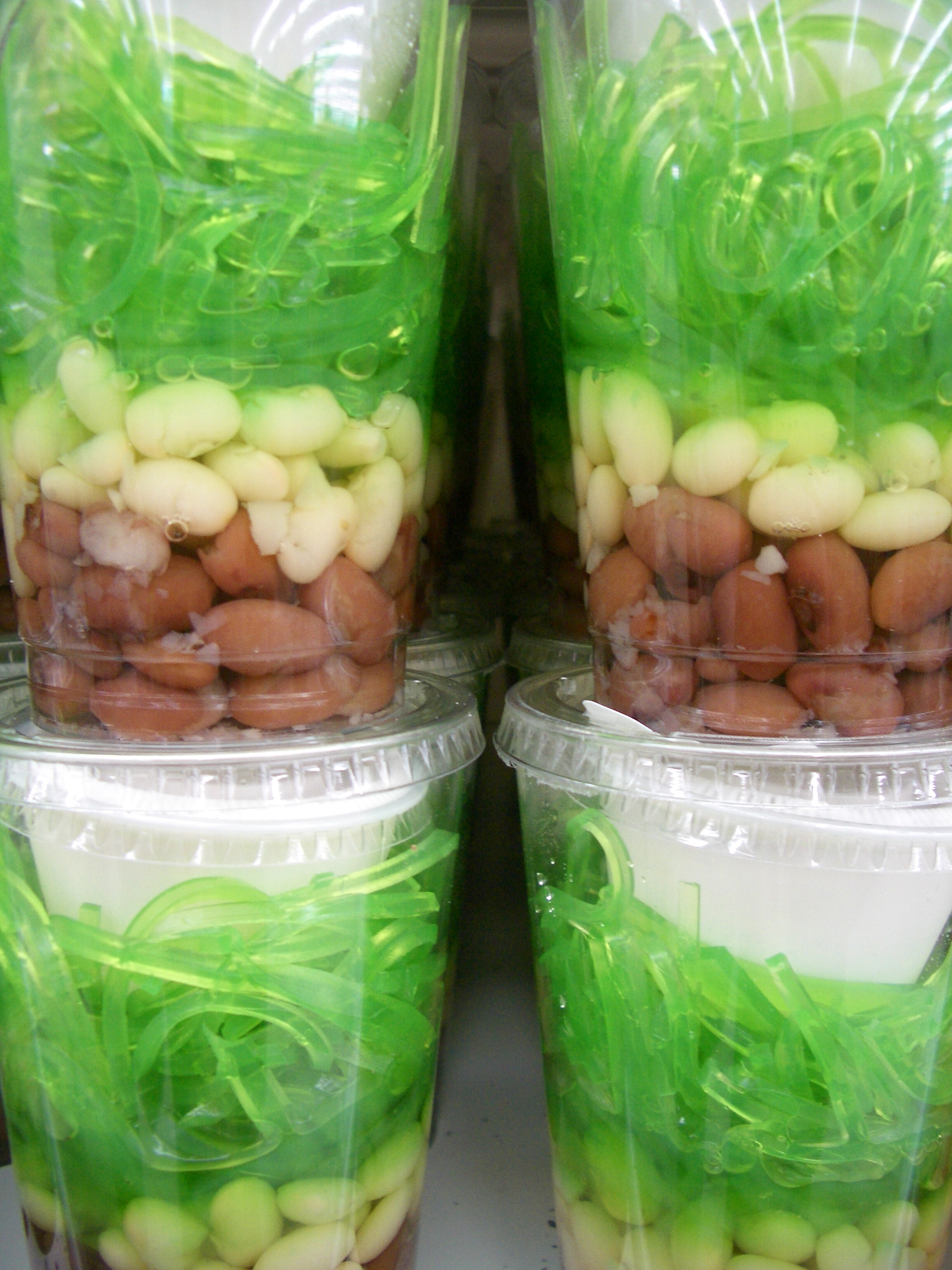
ベトナムのチェンドル。下の二層は小豆と黒目豆。
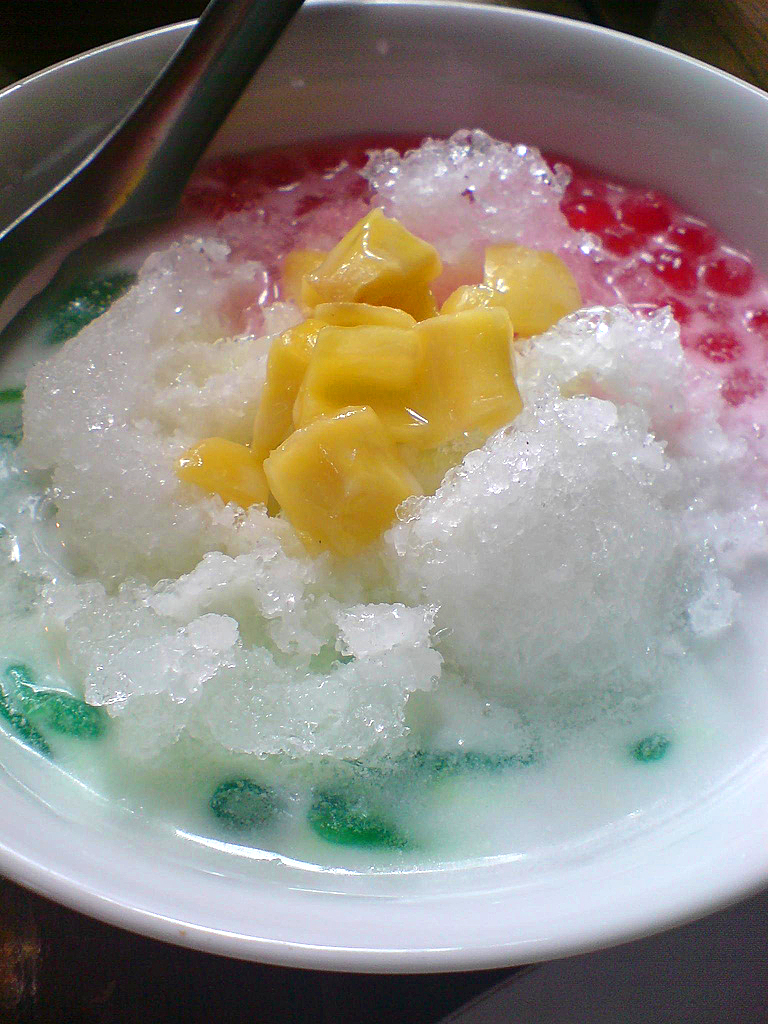
タピオカの入ったインドネシアのチェンドル

チェンドルは東南アジアでは料理の欠かせない一品になっている他、道端の屋台、ホーカーセンター、フードコートで販売されることも多い。チェンドルの屋台はインドネシアのほぼすべての都市で見ることができ、特に首都ジャカルタやバンドン、ジョグジャカルタに多い。
ジャワで見られるオリジナルの「チェンドル」や「dawet」は氷が加えられずに提供されるが、冷蔵技術が導入されて以降はかき氷を加えた冷たいチェンドルが作られるようになり、非常に人気がある。氷を製造できるようになった後は、それぞれの国において独自のレシピで料理を発展させている。これは、植民地時代、イギリスの冷蔵技術を持った船が氷の供給を可能にしていたムラカ、ペナン、クアラルンプールといった、マレーシアの港町において、チェンドルが最も人気がある理由を暗示している。
インドネシアとマレーシアでは、チェンドルは一般に道端の屋台で販売されている。シンガポールでは専用の屋台のほか、喫茶店やフードコートでも見られる。